# Kasteel van Troussay

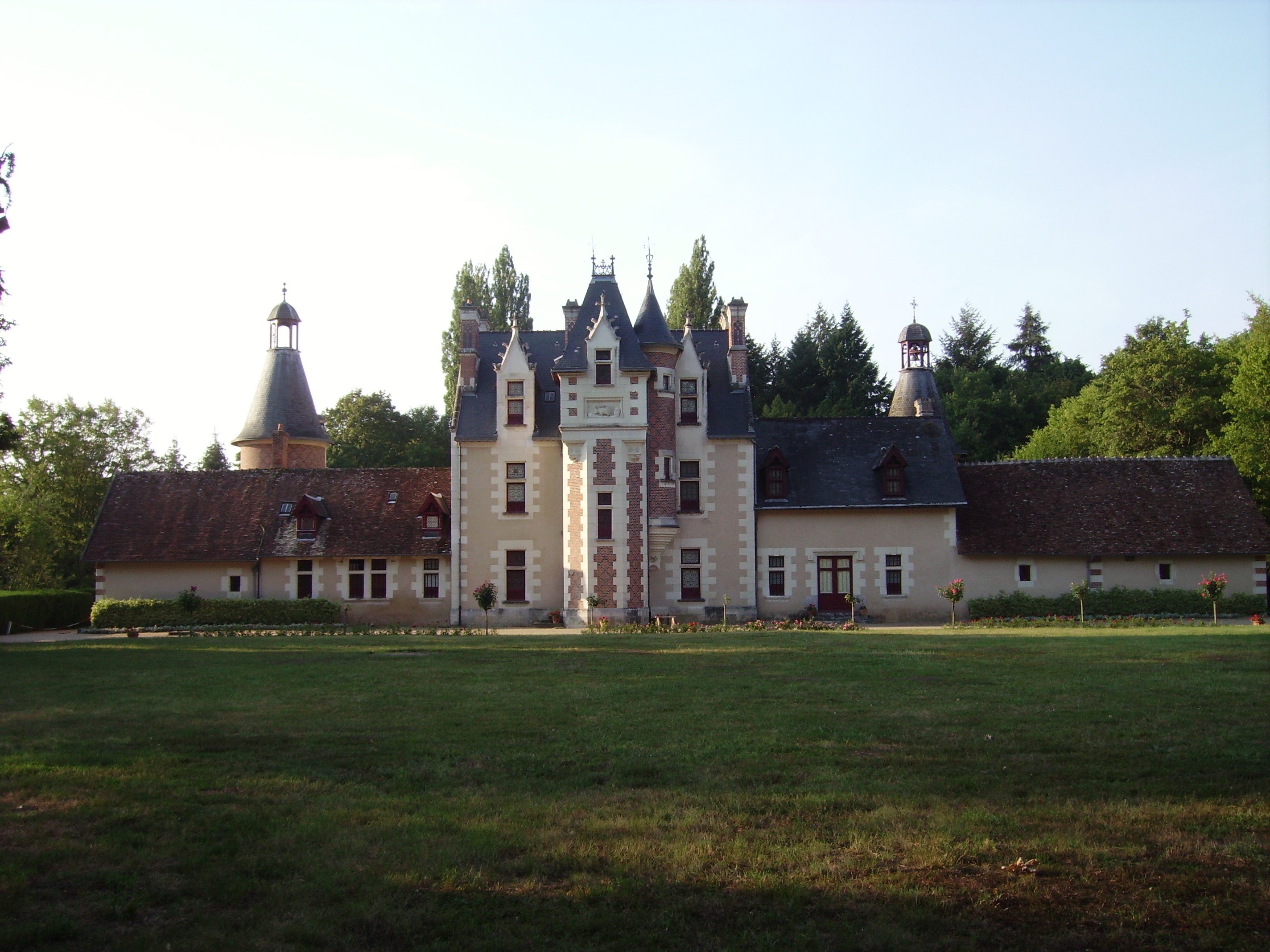
De achterzijde van het gebouw, genoemd naar Lodewijk XII

Kasteel van Troussay (Frans: Château de Troussay) werd in de 15e eeuw op het landgoed van Cheverny gebouwd. In 1732 werd het verkocht aan de familie Pelluys. Dat was het begin van vele wisselingen van eigenaren waardoor het in verwaarloosde staat geraakte. In 1828 werd het door de historicus L. de la Sausaye geërfd. Hij gaf de architect La Morandière de opdracht om het kasteel te restaureren. In het kasteel werden verschillende oude kunstwerken verzameld. Het Kasteel van Troussay wordt nog steeds bewoond en is daardoor maar gedeeltelijk te bezichtigen. Aan het kasteel is een park verbonden en op het domein is een klein museum gevestigd. Het kasteel is een beschermd historisch monument sinds 2000.